# シグナス NG-13
従来、OA-13として知られていたNG-13は、ノースロップ・グラマンの無人宇宙補給機シグナスの14回目のフライトであり、NASAとオービタルATKの間商業補給サービス契約下の13回目の国際宇宙ステーションへのフライト。このミッションは、一週間近い遅延ののちに、15 Febuary 2020 20:21:01 UTCに打ち上げられた。これは商業補給サービスフェーズ2（CRS-2）契約下でのシグナスの2回目のの打ち上げだった。
オービタルATKとNASAは共同で、国際宇宙ステーション（ISS）への商業貨物補給サービスを行うための新しい宇宙輸送システムを開発した。商業軌道輸送サービス（COTS）計画のもと、オービタルATKが中型打ち上げ機のアンタレスをウクライナ人専門家から提供された第1段の構造を用いて設計および建造を行った。
シグナスは高度な機動が可能な宇宙船であり、ノースロップ・グラマンの子会社であるオービタルの産業パートナーであるタレス・アレーニア・スペースが提供する与圧貨物モジュールがノースロップ・グラマンのGEOStar衛星バスを用いて結合される。ノースロップ・グラマンは2018年6月にオービタルATKを買収し、社名をノースロップ・グラマン・イノベーション・システムズと改めた。

## 来歴
NG-13は、商業補給サービスフェーズ2（CRS-2)契約下での2回目のミッションである。
シグナス宇宙船の製造と組立てはバージニア州ダレスで行われた。シグナスのサービスモジュールと与圧貨物モジュールの結合は打ち上げ施設で行われ、ミッションの運用はバージニア州ダレスとテキサス州ヒューストンの管制センターから行われた。
2018年にノースロップ・グラマンがオービタルATKを買収した後で、ミッションの名称はOA-13からNG-13へと変更された。アンタレスロケットは水平統合施設で6ヶ月かけて組み立てと加工が施された。

## 打ち上げと初期の運用
2020年2月9日の当初の打ち上げの試みは22:39:30 UTCに予定されていが、その後22:44:29 UTCまでの5分間の打ち上げウィンドウの終わりに延期された。しかしながら、カウントダウン残り3分の時点で打ち上げ台の安定器に技術的な問題が発生したため中止された。2回目の試みは2020年2月14日の20:43:34 UTCだったが、カウントダウンが残り90分を切った時点で上層の強風のために中止された。シグナス NG-13は2020年2月15日の20:21:01 UTCにそれ以上の遅延も問題もなく打ち上げに成功した。シグナス宇宙船は2020年2月 09:05 UTCに宇宙ステーションに到着した。第62次長期滞在の宇宙飛行士アンドリュー・モーガンがステーションのロボットアームを使用して宇宙船を把持した。シグナスが補足された後で、11:16 UTCに地上管制はステーションのアームにシグナスを回転させてステーションのユニティモジュールの地球側のポートに配置する指令を送った。シグナス宇宙船は2020年5月11日まで宇宙ステーションに留まった。サファイアV実験がシグナスがステーショを出発して、2020年5月29日に太平洋上で地球の大気圏に再突入する際に数トンのゴミを投棄する機動離脱の直前にシグナス内部で実施された。

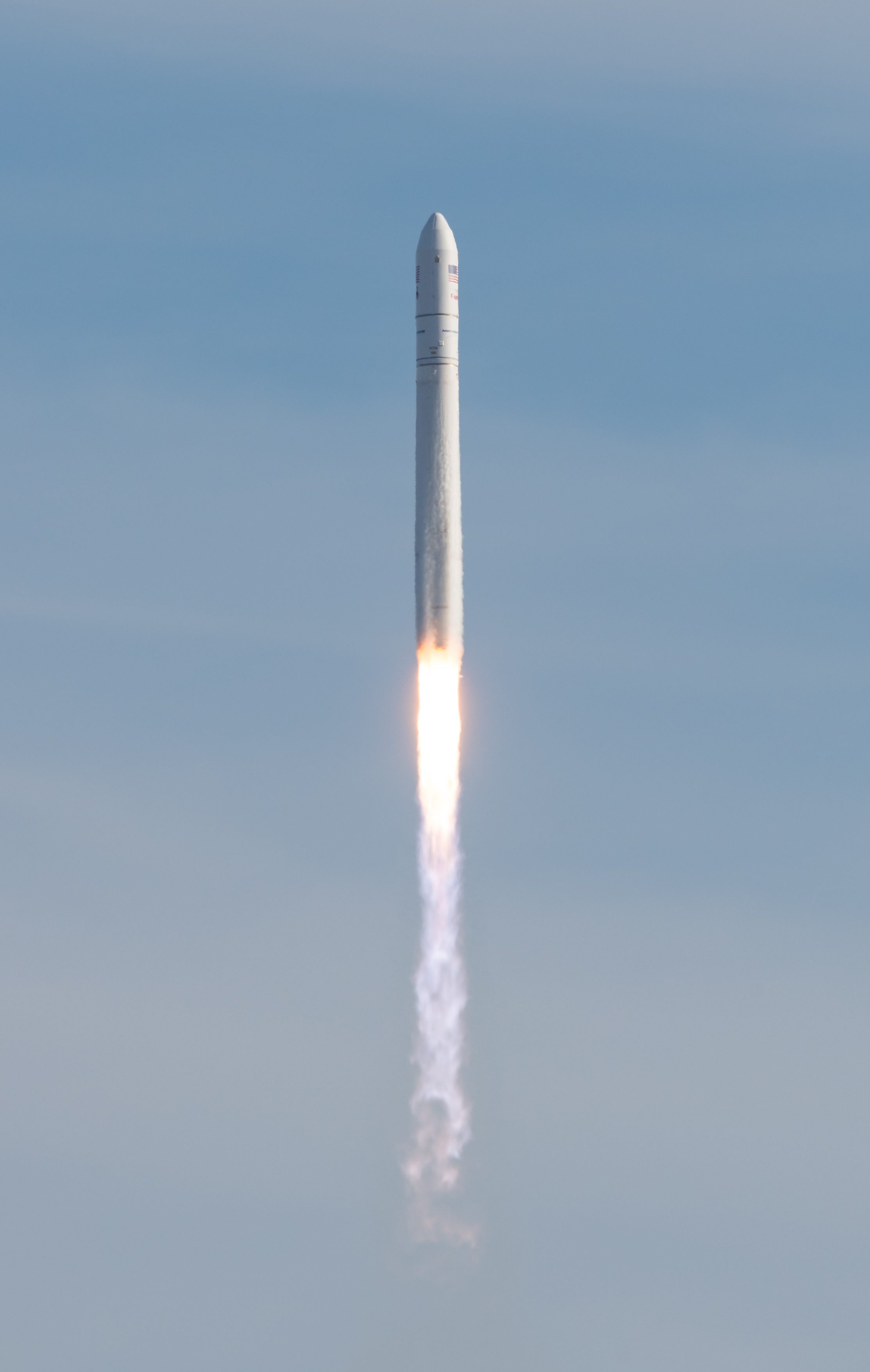
Northrop Grumman launches Cygnus NG-13 Launch.

| 試行 | 計画 (UTC)             | 結果 | 延期期間 | 理由     | 決定日時            | 天候適合性 (%) | 備考                                                                                          |
| ---- | ---------------------- | ---- | -------- | -------- | ------------------- | -------------- | --------------------------------------------------------------------------------------------- |
| 1    | 2020年2月9日 22:44:29  | 延期 | 95時間   | 地上施設 | 2020年2月9日 22:41  | 100%           | カウントダウンが残り3分未満の時点で、地上支援からのデータが公称値を超えていたため、延期された |
| 2    | 2020年2月13日 21:06:03 | 遅延 | 24時間   | 天候     | 2020年2月11日 16:50 | 45%            | 継続して悪天候を考慮                                                                          |
| 3    | 2020年2月14日 20:43:34 | 延期 | 24時間   | 天候     | 2020年2月14日 19:07 | 90%            | 上層の強風を考慮                                                                              |
| 4    | 2020年2月15日 20:21:01 | 成功 |          |          |                     | 85%            | 定刻通りに打ち上げ成功                                                                        |

## 宇宙船
このミッションは拡大型のシグナスPCM（与圧貨物モジュール）の8回目のフライトだった。このシグナス宇宙船はロバート・H・ローレンスを称えて名付けられた。

## 貨物の内訳
シグナス宇宙船には3,377 kg (7,445 lb)の貨物が搭載された：
- 宇宙船ハードウェア：1,588 kg (3,501 lb)
- 科学実験：966 kg (2,130 lb)
- 乗組員補給品：712 kg (1,570 lb)
- 船外活動装備：81 kg (179 lb)
- コンピューター資材： 30 kg (66 lb)
- 貨物総計：3,377 kg (7,445 lb)
- 与圧貨物総計：3,377 kg (7,445 lb)

## ハードウェア
NASAは、以下のISS向け貨物のハードウェアの内訳を提供した：
- コロンバスKaバンド通信ターミナル（COLKa）アセンブリ：コロンバス科学モジュールの通信容量をアップグレードするモジュール強化ハードウェア
- 主要成分分析装置（MCA）質量分光計：宇宙ステーション上の空気成分を検出するための研究室およびMCAの接続モジュールの動作をサポートするための重要な予備品
- 外部高解像度カメラ（EHDC）アセンブリ：2020年春のEVA中に軌道上で故障したカメラを置き換える主要なカメラ アセンブリの予備品
- 水貯蔵システム（WSS）補給タンク（RST）：2020年の期間中に乗組員とハードウェアの要件をサポートするための9つの水タンク
- 窒素/酸素再充填システム（NORS）タンク：今後の船外活動で使用される軌道上で酸素を補充される2つの再充填タンクと、2020年に打ち上げられる民間乗員宇宙船（CCV）緊急呼吸用空気アセンブリ（CEBAA）ハードウェアをサポートするための1つの空気タンク
- POLARフライトアセンブリ：ISSへのペイロード輸送をサポートする低温積載機能

## 研究
軌道上の実験室に到着した新たな実験は将来の科学者や探検家に挑戦と霊感を与え、研究者に貴重な洞察を提供するだろう。実験では、顕微鏡による観察と細胞培養のための新しい施設をテストし、微小重力化で火災がどのように広がるかをより深く理解するための粒子の識別を目指し、宇宙でバクテリオファージが同様に振る舞うのかを研究する予定となっていた。サファイアV実験はシグナスがISSを離れた後で行われることになっていた。
- モバイル・スペースラボ、高度な微小重力生物学実験を行う他の迅速な処理時間プラットフォームを研究者に提供する組織および細胞培養施設。これはISSの指定されたEXPRESSラックに搭載される[15]。
- Mochii、分光器を備えた新しい小型の走査型電子顕微鏡（SEM）の最初の実証
- 宇宙船火災実験IV（Saffire-IV）、火炎と燃焼についての一連の実験の4番目[15]
- OsteoOmics、骨量減少をより深く理解するために分子レベルで骨芽細胞を検査する[15]
- ファージ進化、バクテリオファージとその宿主に対する微小重力と放射線被曝の影響の研究

## キューブサット
放出予定のキューブサット：Red-Eye 2、DeMI、TechEdSat 10。通信業者向けのCubeSatペイロードLynk（2020-011D）が2020円5月13日の23:25 UTCににシグナスに搭載されたスリングショット展開器から放出された。別のペイロード（別のLynkないしおそらくはWIDAR）はシグナスに取り付けられたままで通信アンテナを展開した。これらの衛星はスペースX CRS-20に搭載されて打ち上げられ、ISS乗組員によってシグナスのハッチに設置された。シグナスは、ノースロップ・グラマンの管制官が2020年5月29日に南太平洋上空での破壊的再突入指令を宇宙船に送る前に、与圧キャビン内でNASAの燃焼実験を行った。

## 廃棄
シグナス NG-13は、シグナス外部ペイロードキャリアの別のテストだった。地球の素晴らしい眺望を提供してきた欧州のHDEVはシグナス NG-13で地球に帰還する予定になっていた。